# Cephalophyllum pillansii
Cephalophyllum pillansii är en isörtsväxtart som beskrevs av L. Bol. Cephalophyllum pillansii ingår i släktet Cephalophyllum och familjen isörtsväxter. Inga underarter finns listade i Catalogue of Life.